# Aldona Borowicz
Aldona Borowicz (ur. 25 czerwca 1949 w Sztumie) – polska poetka, krytyk literacki, eseistka.

## Życiorys
Debiutowała na łamach „Tygodnika Kulturalnego” w 1971. Laureatka wielu konkursów literackich. Publikowała swoje wiersze m.in. w: „Warmii i Mazurach”, „Czasie”, „Nowej Wsi”, „Poezji”, „Regionach”, „Nowym Wyrazie”, „Nurcie”, „Akcencie”, „Akancie”, „Autografie”, „Okolicach”, „Okolicy poetów”, „Notatniku satyrycznym” oraz almanachach i antologiach poetyckich. W swej twórczości Autorka nawiązuje do szeroko rozumianej kultury europejskiej – klasycznej, jak również na przykład do filozofii Wschodu. Bogactwo myśli i języka, często wzruszająca i osobista treść utworów, pozwalają na określenie poezji Aldony Borowicz jako oryginalnego zjawiska we współczesnej liryce polskiej.
Opublikowała również eseje i szkice literackie, poświęcone kobiecej poezji polskiej i światowej (Sylvia Plath, Anna Achmatowa, Marina Cwietajewa, Anna Świrszczyńska, Halina Poświatowska). Jej wiersze tłumaczono na język białoruski, litewski, rosyjski, słowacki.
Od kwietnia 2015 prezes Oddziału Warszawskiego Związku Literatów Polskich. Obecnie Prezes Honorowy Oddziału Warszawskiego ZLP

## Twórczość
- Monolog przed północą (Wydawnictwo „Pojezierze”, Olsztyn 1978)
- A ta radość pierwsza (Młodzieżowa Agencja Wydawnicza, Warszawa 1989)
- Ogniem otworzę drzwi (Wydawnictwo Arwil, Warszawa 2006)
- Cienie na rozwietrze (Wydawnictwo Adam Marszałek, Toruń 2014)

## Nagrody
- Nagroda im. Witolda Hulewicza – Poetycka Książka Roku 2006, 2007